# رافائل میناسیان
رافائل فرانسوا میناسیان (ارمنی: Ռաֆայել Պետրոս ԻԱ. Մինասյան؛ فرانسوی: Raphaël Bedros XXI Minassian‎؛ زادهٔ ۲۴ نوامبر ۱۹۴۶) کشیش کاتولیک ارمنی‌تبار اهل لبنان است که پاتریارک کلیسای کاتولیک کیلیکیه می‌باشد.

## زندگی‌نامه
وی در ۲۴ نوامبر ۱۹۴۶ در بیروت به دنیا آمد و از دانشگاه گریگوری فارغ‌التحصیل گشت. 

## نگارخانه

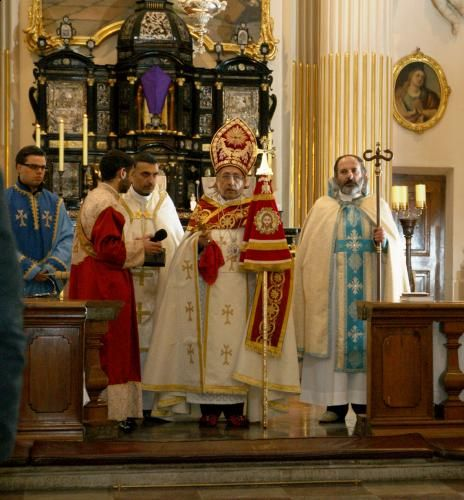